# Volodymyr Zintchenko
Pour les articles homonymes, voir Zintchenko.
Volodymyr Zintchenko (ukrainien : Володимир Зінченко), né le 28 mai 1959 à Zaporijjia, est un athlète ukrainien, spécialiste du lancer de disque. Il représentait l'Équipe unifiée aux Jeux olympiques d'été de 1992 de Barcelone.
Son record personnel, de 68,88 m est l'actuel record d'Ukraine.